# Luperina powelli
Luperina powelli är en fjärilsart som beskrevs av Culot. Luperina powelli ingår i släktet Luperina och familjen nattflyn. Inga underarter finns listade i Catalogue of Life.